# Martine Combes
Martine Combes est une joueuse de football française née le 21 mars 1969 à Louviers.

## Palmarès
5 sélections et 1 but en équipe de France